# Вітгенштайн (фільм)
Вітгенштайн (англ. Wittgenstein) — псевдобіографічна драма 1993 року режисера-авангардиста Дерека Джармена про життя і творчість філософа Людвіга Вітгенштайна (1889—1951).

## Сюжет
Стрічка в театралізованій манері простежує життєвий шлях Людвіга Вітгенштайна від народження до самої смерті — дитинство, студентські роки в Кембриджі, де його наставником був Бертран Рассел і де почали формуватися ідеї майбутнього філософа, усвідомлення своєї гомосексуальності, перебування на фронті під час Першої світової війни, повернення до Кембриджу в статусі професора.

## В ролях
| Актор          |   | Роль                 |
| -------------- | - | -------------------- |
| Карл Джонсон   | • | Людвіг Вітгенштайн   |
| Майкл Гоф      | • | Бертран Рассел       |
| Кленсі Чейсі   | • | молодий Вітгенштайн  |
| Тільда Суїнтон | • | леді Оттолін Моррелл |

## Факти
- Гомосексуальність Людвіга Вітгенштайна — засноване на чутках припущення режисера Дерека Джармена. Навіть сам Джармен погоджувався, що яких-небудь переконливих підстав вважати філософа гомосексуалом немає[1].

## Нагороди
- На Берлінському кінофестивалі 1993 року фільм отримав спеціальну премію «Тедді».